# Cactus Jack Records
Cactus Jack Records es un sello discográfico fundado por el rapero y cantante estadounidense Travis Scott. Los actos actuales de la etiqueta incluyen a Sheck Wes, Don Toliver, Luxury Tax, SoFaygo, Chase B, 
y WondaGurl,The wolf.
El sello discográfico también tiene su propia división editorial , Cactus Jack Publishing.

## Miembros

### Artistas actuales
| Artista       | Año de ingreso | Lanzamiento dentro del sello |
| ------------- | -------------- | ---------------------------- |
| Travis Scott  | 2017           | 3                            |
| Don Toliver   | 2018           | 4                            |
| Sheck Wes     | 2018           | 1                            |
| SoFaygo       | 2020           | 1                            |
| WondaGurl     | 2018           | 1                            |
| Luxury Tax 50 | 2019           | 1                            |
| Kaash Paige   | 2019-20'       | 1                            |
| CHASE B       | 2018           | 0                            |

## Historia
En marzo de 2017, Travis Scott anunció que lanzaría su propio sello, bajo el nombre de Cactus Jack Records. Durante una entrevista, Scott dijo: "No lo hago para tener control financiero sobre mi música. Quiero ante todo ayudar a otros artistas, lanzar nuevos nombres, brindar oportunidades. Quiero hacer que tengan la misma oportunidad que tuve, pero mejor". En septiembre de 2017, Smokepurpp firmó con el sello, pero se fue más tarde en 2019. El 17 de diciembre, el dúo de hip-hop Huncho Jack (formado por Scott y Quavo del trío de hip-hop Migos), lanzó su álbum debut Huncho Jack, Jack Huncho bajo el sello.  Huncho Jack, Jack Huncho se ubicó en el número 3 en el Billboard 200 .
En febrero de 2018, el sello firmó con Sheck Wes en un acuerdo conjunto con Interscope Records y el sello GOOD Music de Kanye West . El 10 de marzo, Wes anunció su álbum de estudio debut titulado Mudboy, que fue lanzado el 5 de octubre.  El 3 de agosto, Scott lanzó su tercer álbum de estudio Astroworld . Más tarde ese mes, Don Toliver firmó con el sello después de aparecer en la canción de Astroworld "Can't Say". Astroworld se ubicó en el número uno en el Billboard 200, mientras que Mudboy alcanzó el número 17.
El 29 de noviembre de 2019, Scott anunció el primer álbum recopilatorio del sello titulado JackBoys, que fue lanzado el 27 de diciembre. El álbum recopilatorio llegó al número 1 en 2020 en el Billboard 200, convirtiéndose en el primer número uno de la década.
El 13 de marzo de 2020, Toliver lanzó su álbum de estudio debut titulado Heaven or Hell bajo el sello que fue apoyado por tres sencillos: " No Idea ", "Can't Feel My Legs" y " Had Enough ". El álbum se ubicó en el número 7 en el Billboard 200. El 24 de abril, Scott y Kid Cudi lanzaron una canción titulada "The Scotts" con el nombre del dúo igual que el título.  El 21 de julio, la productora canadiense y colaboradora cercana WondaGurl firmó un acuerdo editorial mundial con la división editorial de Cactus Jack, Cactus Jack Publishing y Sony / ATV Music Publishing, junto con su propio sello discográfico y editorial, Wonderchild Music.
El 24 de junio de 2021, Scott anunció una colaboración entre Cactus Jack y la marca de moda Dior, cuya colección de ropa masculina se reveló al día siguiente en una transmisión en vivo que también mostró fragmentos del próximo cuarto álbum de estudio de Scott, Utopia .
A fines de septiembre de 2021, Toliver y Chase B anunciaron que lanzarían sus propios proyectos en solitario titulados Life of a Don y Escapism respectivamente en octubre. Toliver luego lanzó Life of a Don el 8 de ese mes.